# Campeonato de Australasia 1906

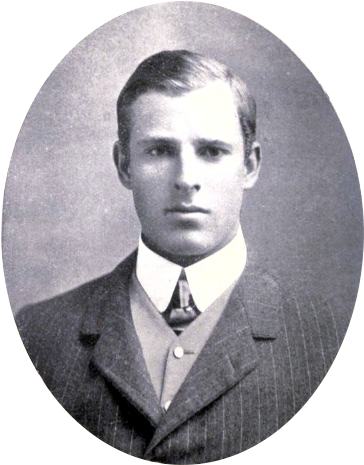
Anthony Wilding, 22 años, capitán del club de tenis de Cambridge.

Lista de los campeones del Abierto de Australia de 1906:

## Individual masculino
Anthony Wilding (Nueva Zelanda) d. Francis Fisher (Nueva Zelanda),  6–0, 6–4, 6–4

## Dobles masculino
Rodney Heath (AUS)/Anthony Wilding (Nueva Zelanda)
| Predecesor: 1905                                       | Abierto de Australia 1906 | Sucesor: 1907                         |
| Predecesor: Campeonato nacional de Estados Unidos 1905 | Grand Slam 1906           | Sucesor: Campeonato de Wimbledon 1906 |

- Datos: Q2611589